# Саженка (притока Ужа)
Саженка, Сажалка, Красногірка — річка в Україні, в межах Коростенського району Житомирської області. Права притока річки Уж. 
Довжина 14 км. Протікає через села Мошківка, Красногірка та Ушомир. 
При річці розташований загальнозоологічний заказник «Щабель».

## Притоки
- Сайка (права).